# Rhaphidophora jubata
Rhaphidophora jubata är en kallaväxtart som beskrevs av Peter Charles Boyce. Rhaphidophora jubata ingår i släktet Rhaphidophora och familjen kallaväxter. Inga underarter finns listade.